# Василис Каскарелис
Василис Каскарелис или Василиос Каскарелис (на гръцки: Βασίλης Κασκαρέλης) е гръцки дипломат, закратко служебен министър на външните работи през 2023 г.

## Биография
Василис Каскарелис е роден в Атина и е завършил университетите в Атина и Солун, където учи икономика и политически науки, както и право. Започва дипломатическата си кариера през 1974 г. като аташе в Министерството на външните работи в Атина, в Дирекцията по политически въпроси за Западна Европа. След това служи в Анкара, Венеция и като съветник в Никозия. През 1987 г. е назначен за ръководител на Военната мисия на Гърция в тогавашния Западен Берлин, а след падането на Стената за генерален консул в Берлин. Четири години по-късно, през 1991 г., той се завръща в Атина, където е назначен в Службата по турските въпроси на Министерството на външните работи.
От 1993 до 1995 г. е директор на кабинета на главния секретар на същото министерство. През следващите пет години, 1995 – 2000 г., е в Ню Йорк, където служи като заместник постоянен представител на Гърция в ООН. След 2000 г. става постоянен представител на Гърция в НАТО, като в същото време действа и като преговарящ за мерките за изграждане на доверие между Гърция и Турция. През 2004 г. той става за постоянен представител на Гърция в Европейския съюз.
Между 2009 и 2012 г. той е посланик в САЩ. От юли 2012 г. до март 2013 г. е главен секретар на Министерството на външните работи. Впоследствие се пенсионира и става член на Управителния съвет на фондация „Ставрос Ниархос“.